# Kaori Hōsako
Kaori Hōsako (japanisch 宝迫 香織 Hōsako Kaori; * 23. September 1988 in Hikari, Yamaguchi, Japan) ist eine japanische Wrestlerin, die unter dem Ringnamen Kairi Sane bei WWE unter Vertrag steht.

## Privatleben
Kaori Hōsako wuchs mit ihrer drei Jahre älteren Schwester in Hikari auf und studierte japanische Geschichte an der Hōsei-Universität in Tokio. Ihr Studium schloss sie mit dem Bachelorgrad ab und ging anschließend nach Kambodscha, wo sie Waisenkindern Japanisch beibrachte.
In ihrer Jugend war Hōsako eine begeisterte Seglerin und nahm erfolgreich an Collegemeisterschaften sowie nationalen und internationalen Wettbewerben teil. Bevor sie sich für den professionellen Wrestlingsport entschied, wollte sie sich eigentlich ihren Traum erfüllen und bei den Olympischen Spielen für ihr Land starten. Wegen ihrer Segelleidenschaft gab man ihr in Japan den Spitznamen Onna Kaizoku (女海賊, „Piratin“).
In der Vergangenheit ist Hōsako in mehreren japanischen Shows aufgetreten und hat als Darstellerin auf der Theaterbühne gestanden. Auf dieser wurde sie auch als Talent für den Wrestlingsport entdeckt.

## Wrestling-Karriere

### World Wonder Ring Stardom
Die Karriere von Hōsako begann etwas unkonventionell. Während sie auf der Theaterbühne stand und eine professionelle Wrestlerin spielte, entdeckte die damalige General Managerin der World Wonder Ring Stardom, Fuka Kakimoto, ihr Talent für den Wrestlingsport und lud sie spontan zu einer Show ihrer Wrestling-Promotion ein. Hōsako war überzeugt, unterschrieb einen Vertrag und gab am 7. Januar 2012 unter dem Ringnamen Kairi Hojo gegen Yuzuki Aikawa ihr Debüt im Ring.
Zunächst als Einzelkämpferin im Ring, fand sie sich im November 2012 zu einem Tag-Team mit Natsumi Showzuki zusammen und die beiden begannen als Ho-Show Tennyo um die Goddesses Of Stardom Championtitel zu kämpfen, die sie schließlich am 29. April 2013 gewinnen und bis zu einer schweren Verletzung Showzukis und der daraus resultierenden Trennung des Tag-Teams halten konnten.
Mit ihren neuen Partnerinnen Kaori Yoneyama und Yuhi konnte sich Hōsako kurz darauf am 23. Juni 2013 den Artist of Stardom Championtitel sichern und diesen bis zum 4. November 2013 halten.
Ihren zweiten Goddesses of Stardom Titel konnte Hōsako mit ihrer Tag-Team-Partnerin Nanae Takahashi am 10. August 2014 gewinnen und wurde durch ihren ersten Einzeltitel, dem World of Stardom Championtitel, den sie nach ihrem Sieg beim World of Stardom Titel Tournament erhielt, am 29. März 2015 zur Doppeltitelträgerin. Allerdings hatte sie auch hier wieder mit einer Verletzung ihrer Partnerin zu kämpfen, sodass sie den Tag-Team-Titel im April 2015 wieder abgeben musste.
Doch durch den kurz darauffolgenden zweiten Gewinn des Artist of Stardom Titel, dieses Mal mit ihren Partnerinnen Chelsea und Koguma, wurde sie erneut zum Doppelchampion.
Mit ihren neuen Partnerinnen Io Shirai und Mayu Iwatani war sie für 217 Tage der Artist of Stardom Champion, der bisher zweitlängsten Titelregentschaft ihrer erfolgreichen Stardom-Karriere.
Diese wurde nur durch ihren zweiten und letzten Einzeltitel bei World Wonder Ring Stardom übertroffen, denn Hōsako gewann am 15. Mai 2016 den Wonder of Stardom Championtitel, den sie fast auf den Tag genau ein Jahr lang halten konnte und es dadurch außerdem auf Platz 3 der längsten Titelregentschaften für diesen Titel geschafft hat.
Auch während dieser Zeit wurde sie durch den dritten Gewinn des Goddesses of Stardom Titels (mit Yoko Bito) und später dem vierten Gewinn des Artist of Stardom Titels zur zweifachen Titelträgerin.
Allerdings konnte Hōsako während ihrer Zeit bei World of Stardom nicht nur durch zahlreiche Titelgewinne auf sich aufmerksam machen, auch als Turnierkämpferin war sie sehr erfolgreich, und konnte die Goddesses of Stardom Tag League 2014 und 2016 sowie die 5★Star GP 2015 für sich entscheiden.

### WWE

#### NXT (2017–2019)
Ihre Erfolge blieben auch beim amerikanischen Marktführer nicht unbemerkt und so verpflichtete die WWE Hōsako im Juli 2017 für die Entwicklungsliga NXT und setzte sie gleich am 13. Juli im ersten Match des neu entwickelten Mae Young Classic Turnier ein. Unter ihrem neuen Ringnamen Kairi Sane konnte sich Hōsako erst gegen Tessa Blanchard, Bianca Belair, Toni Storm und im Finale am 12. September schließlich gegen Shayna Baszler durchsetzen und dadurch gleich zu Beginn ihrer Karriere bei WWE ihren ersten Erfolg feiern.
Weiterhin war sie durch ihren Turniersieg beim anstehenden NXT Großevent NXT Take Over – War Games als erste Teilnehmerin im Fatal-4-Way Match um den vakanten NXT Women’s Title gesetzt, musste sich aber, wie ihre Gegnerinnen Peyton Royce, Nikki Cross, der späteren Siegerin Ember Moon geschlagen geben.
Ihr erstes Match bei NXT bestritt und gewann Hōsako am 4. Oktober (offizielle TV-Ausstrahlung, das Match wurde bereits am 14. September aufgezeichnet) gegen Aliyah.
Am 28. Januar 2018 war Hōsako Teil des ersten Frauen-Royal-Rumble-Matchs in der WWE-Geschichte. Sie kam als #6 ins Match und wurde nach kurzer Zeit von Dana Brooke eliminiert.
Bei Wrestlemania 34 am 8. April 2018 war Hōsako bei einer 20 Frauen Battle Royal beteiligt, wurde aber als fünfte eliminiert.
Durch ihre guten Leistungen bekam Hōsako mehrmals die Gelegenheit, um den NXT Women’s Titel zu gewinnen, es dauerte aber bis zum 18. August 2018, bis sie zum ersten Mal den Titel erringen konnte. Nachdem sie ihren Titel zweimal gegen Lacey Evans verteidigen konnte, verlor sie ihn schließlich bei der Großveranstaltung WWE Evolution am 28. Oktober an Shayna Baszler, nachdem sie außerhalb des Rings von Baszlers Freundinnen und ehemaligen UFC Teammitgliedern Marina Shafir und Jessamyn Duke (zusammen mit Ronda Rousey als „Four Horsewomen der UFC“ bekannt) attackiert und dadurch gepinnt werden konnte.

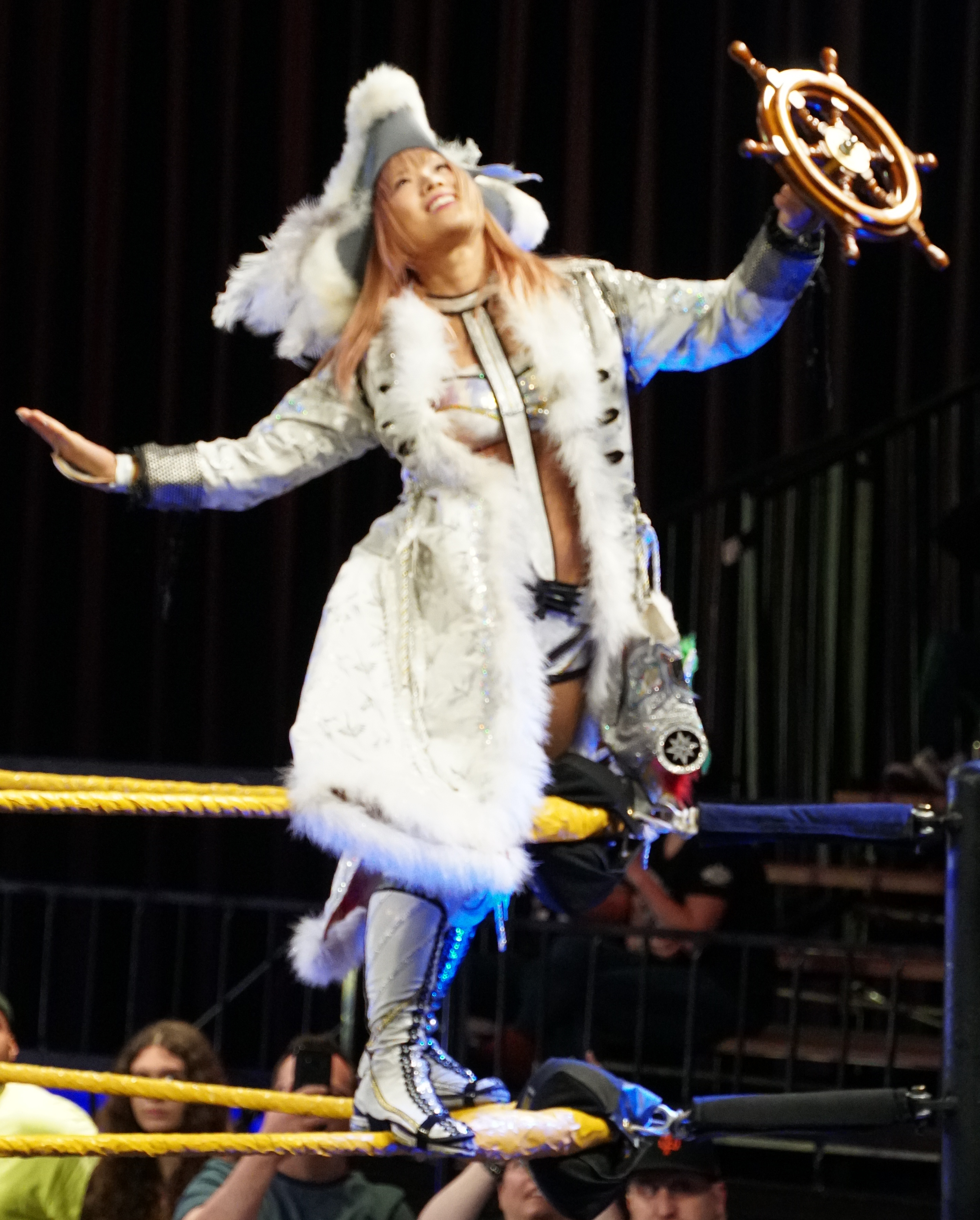
Kairi Sane bei einem WWE Axxess Event 2018

Der Eingriff von Shafir und Duke führte zu einer mehrmonatigen sehr ausgeglichenen Fehde, während derer Hōsako zunächst von Dakota Kai und später Io Shirai und Bianca Belair unterstützt wurde. Während dieser Fehde bekam Hōsako auch wiederholt die Möglichkeit, Baszlers NXT Women’s Titel zu gewinnen, konnte aber keine der Chancen nutzen. Auch ein Fatal-4-Way Match um den WWE NXT UK Women’s Titel von Rhea Ripley konnte sie nicht gewinnen.
Beim Royal Rumble 2019 war sie erneut Teil des 30-Frauen-Royal-Rumble-Match und griff als #14 ins Kampfgeschehen ein. Sie konnte zusammen mit Natalya Sarah Logan eliminieren, bevor sie nach etwa siebzehn Minuten von Ruby Riott über das oberste Ringseil geworfen wurde.
Am 7. April 2019 war Hōsako bei Wrestlemania, an der zweiten Auflage des 20-Frauen-Battle-Royal beteiligt und wurde als siebte Kämpferin nach einer Attacke auf Liv Morgan und Sarah Logan durch eine Gemeinschaftsaktion der Riott Squad aus dem Ring befördert.

#### Main Roster und Allianz mit Asuka (2019–2020)
Bei der Smackdown Superstar Shake up Folge am 16. April 2019 präsentierte Paige ein neues Tag Team, das unter ihrer Leitung die Frauendivision aufmischen sollte und seit diesem Zeitpunkt kämpft Hōsako an der Seite ihrer neuen Partnerin Asuka unter dem Namen Kabuki Warriors. Dieser Name wurde aus zwei Gründen für dieses neue Tag Team ausgewählt: zum einen ist Kabuki eine alte traditionelle japanische Form des Theaterspiels das u. a. Gesang, Pantomime und Tanz beinhaltet und somit auf den kulturellen Hintergrund der beiden Frauen anspielt, zum anderen soll der Zusatz Warriors die Stärke und Entschlossenheit dieses neuen Teams zum Ausdruck bringen.
Zunächst nur in den WWE Live House Shows aktiv, verdiente sich das Tag Team während einer Tour durch Japan ein Titelmatch um die WWE Women’s Tag-Team-Titel der IIconics. Dieses Match fand in der Smackdown-Ausgabe vom 16. Juli statt, allerdings ließ sich Billie Kay absichtlich direkt nach Matchbeginn auszählen, um keinen möglichen Titelverlust zu riskieren, so dass die beiden zwar das Match, jedoch nicht den Titel gewannen.
In der Raw-Episode am 5. August 2019 waren Hōsako und Asuka zusammen mit den Teams von Fire and Desire Sonya Deville und Mandy Rose sowie Alexa Bliss und Nikki Cross Teil eines Elimination-Fatal-4-Way-Matches um den WWE Women’s Tag-Team Titel der IIconics Billie Kay und Peyton Royce, mussten sich aber den späteren neuen Titelträgern Alexa Bliss und Nikki Cross geschlagen geben, die den Titel auch in der darauffolgenden Raw-Ausgabe am 12. August erfolgreich gegen die Kabuki Warriors verteidigen konnten.
Nach einer mehrwöchigen House-Show-Fehde gegen Sonya Deville und Mandy Rose feierten die Kabuki Warriors am 6. Oktober bei der WWE-Großveranstaltung Hell in a Cell mit dem Gewinn der WWE Women’s Tag-Team-Champion-Titel ihren bisher größten Erfolg als Tag Team bei der WWE.
Während Hōsako und Asuka bisher stets als faire Publikumslieblinge galten, gab es in der Raw-Ausgabe vom 7. Oktober einen Heel-Turn, nachdem die beiden vor und nach ihrem Match gegen Charlotte Flair und Becky Lynch diese angriffen und der seinen endgültigen Höhepunkt erreichte als Asuka in der Ausgabe am 28. Oktober ihre Managerin Paige angriff und dadurch die Zusammenarbeit zwischen ihnen beendete.
Am 24. November 2019 war Hōsako zusammen mit Charlotte Flair, Natalya, Asuka und Sarah Logan Teil des Raw Team und traten gegen Team Smackdown (Sasha Banks, Nikki Cross, Lacey Evans, Carmella und Dana Brooke) und Team NXT (Rhea Ripley, Toni Storm, Io Shirai, Bianca Belair und Candice LeRae) bei dem traditionellen Survivor Series Elimination Match der Frauen an. Sie wurde als zweites Teammitglied von Raw, durch Sasha Banks, gepint und verlor schließlich auch das gesamte Match, das durch Team NXT gewonnen wurde. Am 4. April 2020 verloren sie die Titel an Alexa Bliss und Nikki Cross. Diese Regentschaft hielt 181 Tage. Am 27. Juli 2020 wurde offiziell bekanntgegeben, dass Sane die WWE auf eigenen Wunsch verlassen hat.

### Rückkehr nach Japan (2022–2023)
Hōsako kehrte am 26. März 2022 unter dem Namen KAIRI zurück zu STARDOM am dortigen World Climax, wo sie zusammen mit Mayu Iwatani die Cosmic Angels-Mitglieder Tam Nakano und Unagi Sayaka besiegte. Im Spätsommer wurde Hōsako als eine der zehn Teilnehmerinnen für das Turnier um die neu erschaffene IWGP Women‘s Championship von New Japan Pro-Wrestling angekündigt. Sie stieg im Halbfinale ins Turnier ein und besiegte dort die deutsche Wrestlerin Alpha Female am ersten Tag der Godesses of STARDOM Tag League am 23. Oktober 2022 in Tokio. Am 20. November 2022 besiegte sie Mayu Iwatani bei NJPW × STARDOM: History X-Over in Tokio im Turnierfinale und wurde so erste Titelträgerin. Sie konnte ihren Titel bei der Großveranstaltung Wrestle Kingdom gegen Tam Nakano verteidigen, verlor ihn aber nach 90 Tagen bei der nächsten Veranstaltung Battle In The Valley an Mercedes Mone. Zwei Monate später gewann Hōsako an der Seite ihrer Tag-Team-Partnerinnen Natsupoi und Saori Anou unter dem Namen REstart bei der Großveranstaltung All-Star Grand Queendom den Artist Of Stardom Titel von Hiragi Kurumi, Risa Sera und Suzu Suzuki verloren ihn allerdings im nächsten Monat wieder an das Tag Team Donna del Mondo (Giulia, Mai Sakurai und Thekla). Ihr letztes Match für Stardom absolvierte und gewann sie am 9. Oktober 2023 an der Seite von Nanae Takahashi und Mayu Iwatani gegen Hazuki, Koguma und Saya Iida.

### Rückkehr zur WWE
Bei der WWE-Großveranstaltung Crown Jewel 2023 kehrte Hōsako unter ihrem alten Namen Kairi Sane überraschend zu WWE zurück. Seither tritt sie in der Show SmackDown auf und gehört zusammen mit Bayley, Iyo Sky, Asuka und Dakota Kai dem Stable Damage Control an. Sie unterstütze ihre neuen Teammitglieder in deren bestehender Fehde gegen Bianca Belair, Charlotte Flair, Michin und Shotzi die in einem War Games Match bei der Survivor Series ihr Ende fand. In der Smackdown-Ausgabe vom 26. Januar 2024 konnte Hōsako an der Seite ihrer ehemaligen Tag-Team-Partnerin Asuka den WWE Women’s Tag Team Titel von Katana Chance und Kayden Carter gewinnen.
Da die Women’s Tag Team Titel als einzige in der WWE unabhängig von der Showzugehörigkeit der Titelträgerinnen auf dem Spiel stehen, mussten die Kabuki Warriors diese erfolgreich gegen die Teams aus Raw (Rückmatch von Katana Chance und Kayden Carter sowie Shayna Baszler und Zoey Stark) und NXT Lyra Valkiria und Tatum Paxley verteidigen, bevor sie bei der Großveranstaltung Backlash am 4. Mai 2024 ihr Gold schließlich an das Team von Smackdown bestehend aus Bianca Belair und Jade Cargill verloren.

## Wrestling-Erfolge
- New Japan Pro-Wrestling
  - IWGP Women‘s Champion (1×)[42]

- World Wonder Ring Stardom
  - Artist of Stardom Champion (5×) 1× mit Kaori Yoneyama & Yuhi; 1× mit Koguma & Chelsea; 1× mit Io Shirai & Mayu Iwatani; 1× mit Konami & Hiromi Mimura, 1× mit Natsupoi & Saori Anou[43]
  - Goddesses of Stardom Champion (3×) 1× mit Natsumi Showzuki; 1× mit Nanae Takahashi; 1× mit Yoko Bito[44]
  - Gewinnerin der Goddesses of Stardom Tag League 2016 (mit Yoko Bito)[45]
  - Gewinnerin des 5 Star Grand Prix 2015[46]
  - Gewinnerin des World of Stardom Title Tournament 2015[47]
  - Gewinnerin der Goddesses of Stardom Tag League 2014 (mit Nanae Takahashi)[48]

- World Wrestling Entertainment
  - WWE Women’s Tag Team Champion (2× mit Asuka)[49]
  - NXT Women’s Champion (1×)
  - Gewinnerin der Mae Young Classic 2017[50]

## Sonstige Auszeichnungen
- WWE
  - NXT Year-End-Award 2018 als bester weiblicher NXT Superstar
  - NXT Year-End-Award 2018 als bester Superstar des Jahres (Gesamt)[51]

- World Wonder Ring Stardom
  - Stardom Award für die beste Technikerin 2016
  - Stardom Award für bestes Tag-Team 2016 zusammen mit Yoko Bito
  - Stardom MVP Award 2015
  - 5★Star GP Award 2014 für das beste Match gegen Nanae Takahashi am 24. August 2014
  - Stardom Award für das beste Match 2014 zusammen mit Nanae Takashi gegen Risa Sera & Takumi Iroha am 23. Dezember 2014
  - Stardom Award 2013 für die außergewöhnlichste Performance

## Fernsehauftritte

### Shows
- 2011 Zenigata Kintaro
- 2012 Waratte iitomo
- 2012 Gachigase
- 2013 Sekai Fushigi Hakken[52]
- 2014 Nakai Masahiro ne Mininaru Toshokan[53]